# 阿爾伯爾·澤內利
阿爾伯爾·阿夫尼·澤內利（1995年2月25日—）是一位科索沃足球運動員。在場上的位置是中場。現效力於瑞典足球超级联赛球隊艾夫斯堡。科索沃國家足球隊成員。他曾代表瑞典21歲以下國家足球隊參賽。
2019年1月26日，與法國甲組足球聯賽球隊蘭斯簽約5年。

## 榮譽

### 球會
艾夫斯堡
- 瑞典盃冠軍 : 2013-14

### 國家隊
瑞典U21
- 歐洲U-21足球錦標賽冠軍 : 2015